# Гидрография Армении

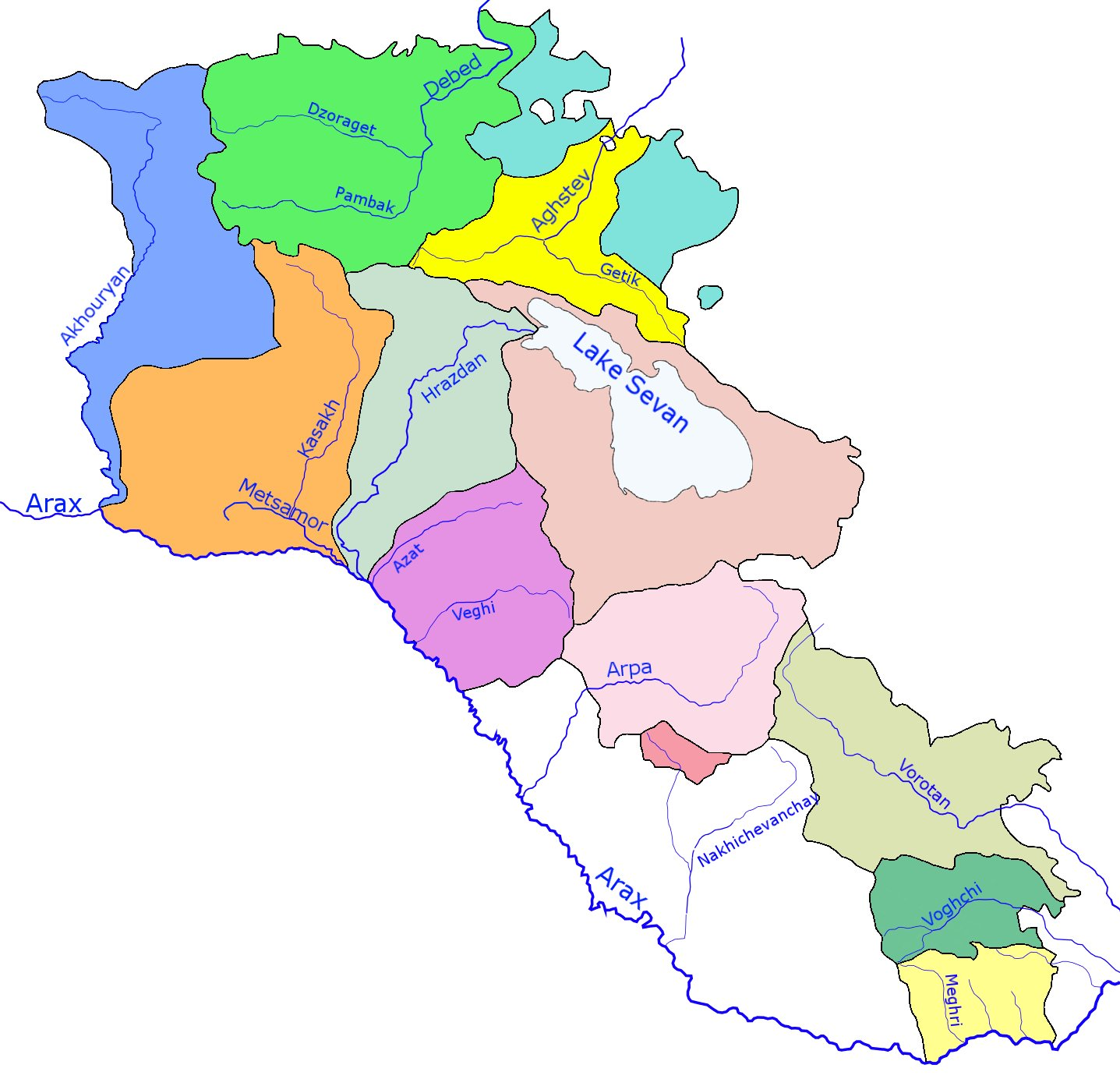
Схема рек Армении и их бассейнов

Армения — относительно богатая водными ресурсами страна. Здесь находится около 9480 рек, из которых 379 имеют длину 10 км, и более 100 озёр, часть которых высыхает летом; саму Армению на протяжении всей её истории называли «землёй рек и озёр». Территория водной поверхности Армении составляет 4,7 %.
Запасы поверхностных вод Армении оцениваются в 7.7 млрд м³, включая 940 млн м³ дополнительных трансграничных вод..

## Реки
Гидрологические режимы рек и притоков , рельеф (геоморфология) и палеонтология бассейнов рек изучена в исследованиях  Думитрашко , Г.К.Габриеляна , С.П.Бальяна , М.О. Давояна.
На территории Армении существуют около 9480 малых и больших рек общей протяжённостью 23000 км, из них 379 имеют длину 10 км и более. В Армении к рекам имеющим исключительно подземное питание относятся: Мецамор, Шаки, Личк, поверхностное — Дебед, Агстев, Варагаджур, Мегри, Вохчи.
Реки Армении являются притоками крупных рек Южного Кавказа — Аракса и Куры. Крупнейшая река на территории Армении — Аракс, она проходит по границе Армении с Ираном и по большей части границы с Турцией. Её основные притоки — Ахурян, Касах, Раздан, Азат, Арпа, Воротан и Вохчи. Наиболее крупные реки в северо-западной части страны — Дебед и Агстев, более мелкие — Дзорагет и Памбак.
В нижеследующей таблице приводится список рек протяженностью более 50 километров, протекающих по территории Армении:
| Река     | Протяжённость на территории Армении (км) |
| -------- | ---------------------------------------- |
| Ахурян   | 186                                      |
| Воротан  | 119                                      |
| Аракс    | 158                                      |
| Раздан   | 141                                      |
| Арпа     | 126                                      |
| Агстев   | 99                                       |
| Дебед    | 152                                      |
| Касах    | 89                                       |
| Вохчи    | 88                                       |
| Памбак   | 86                                       |
| Дзорагет | 71                                       |
| Гетик    | 58                                       |
| Веди     | 58                                       |
| Азат     | 56                                       |
| Аргичи   | 51                                       |

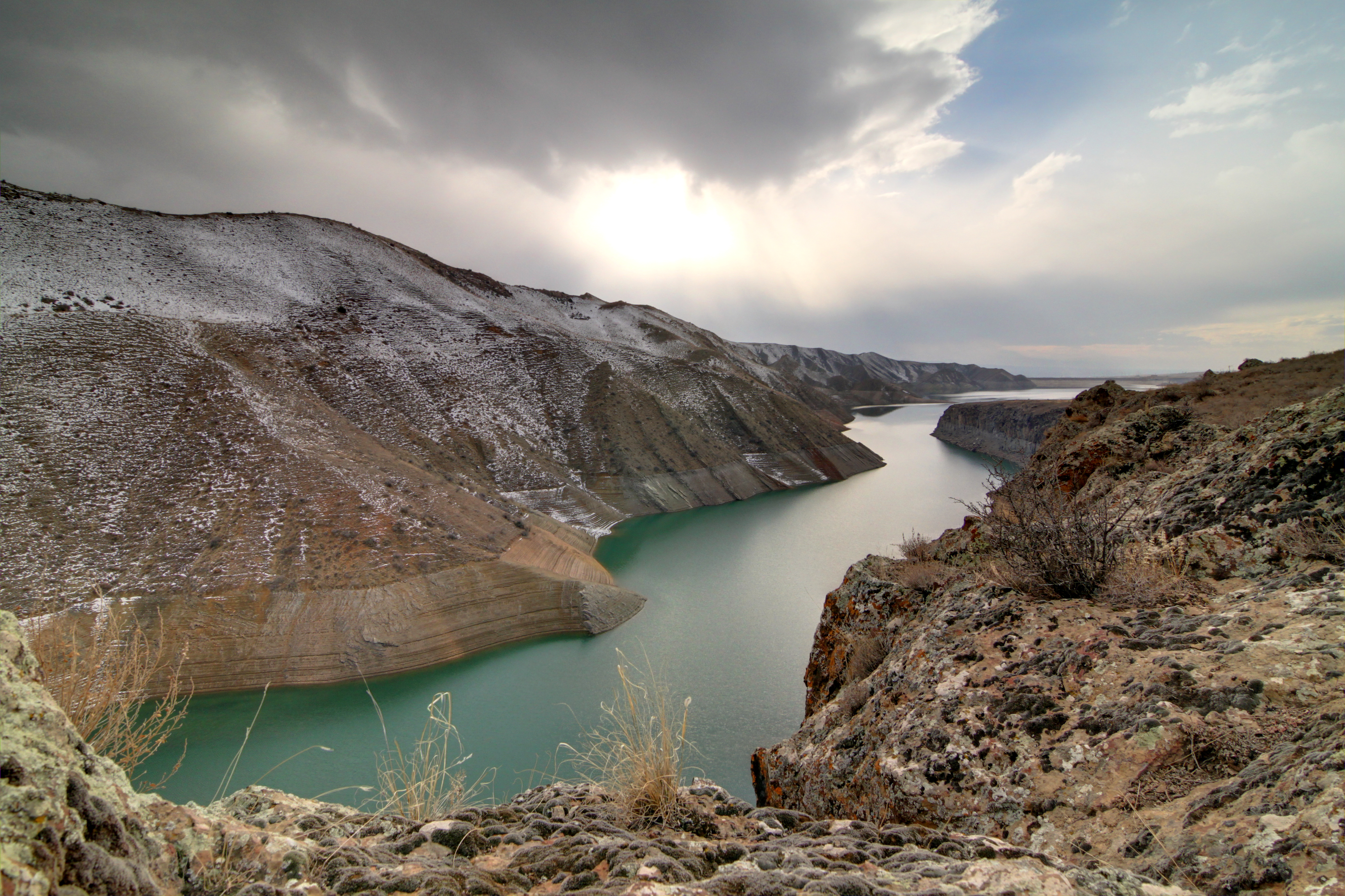
Река Азат
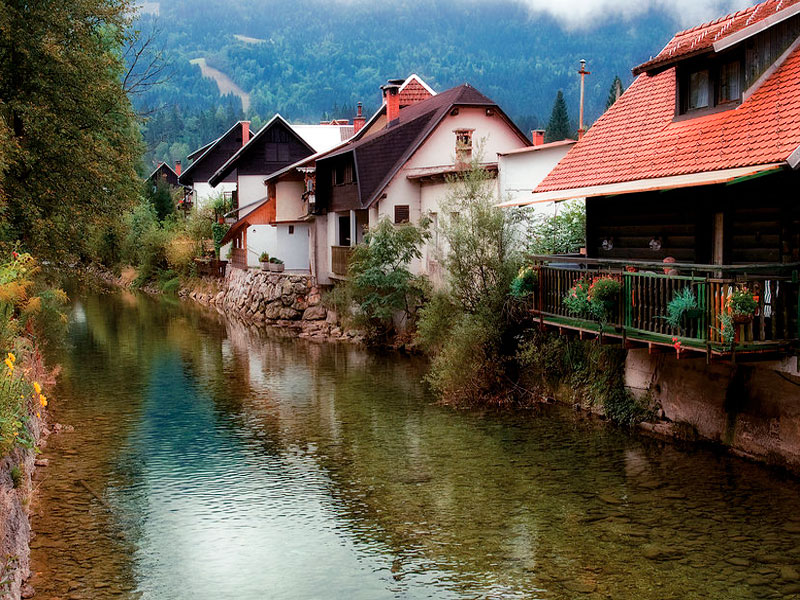
Река Агстев
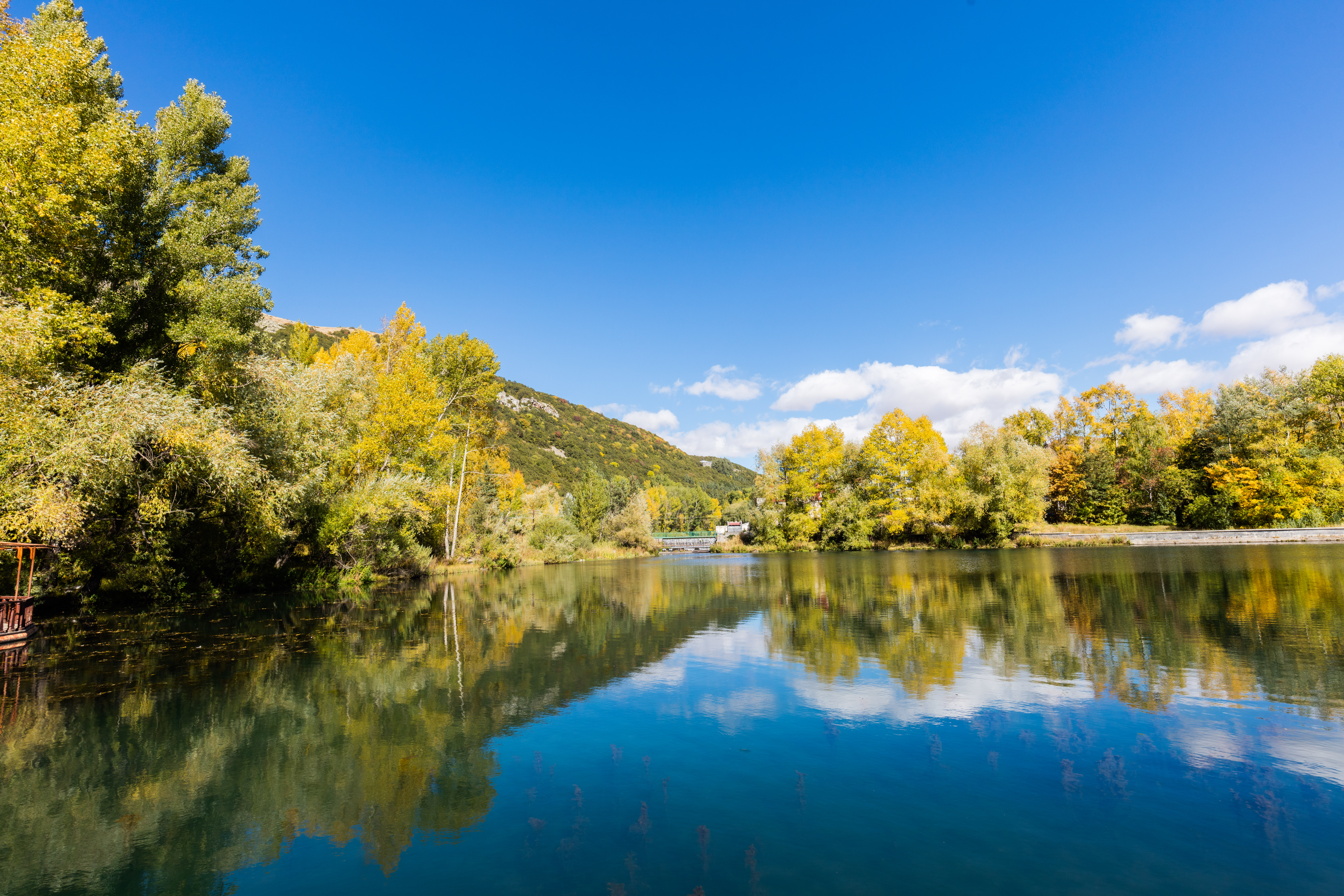
Река Арпа
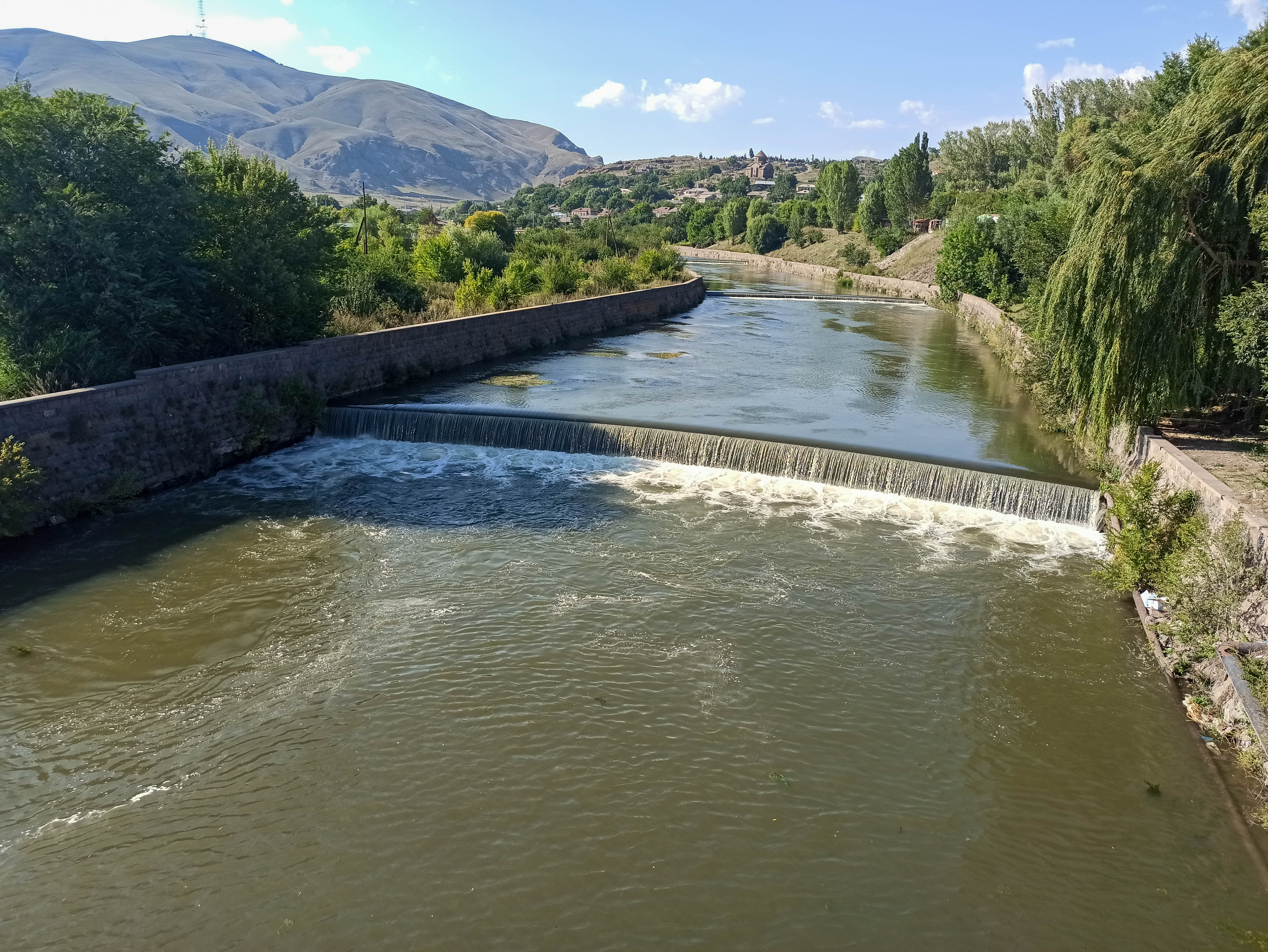
Река Воротан
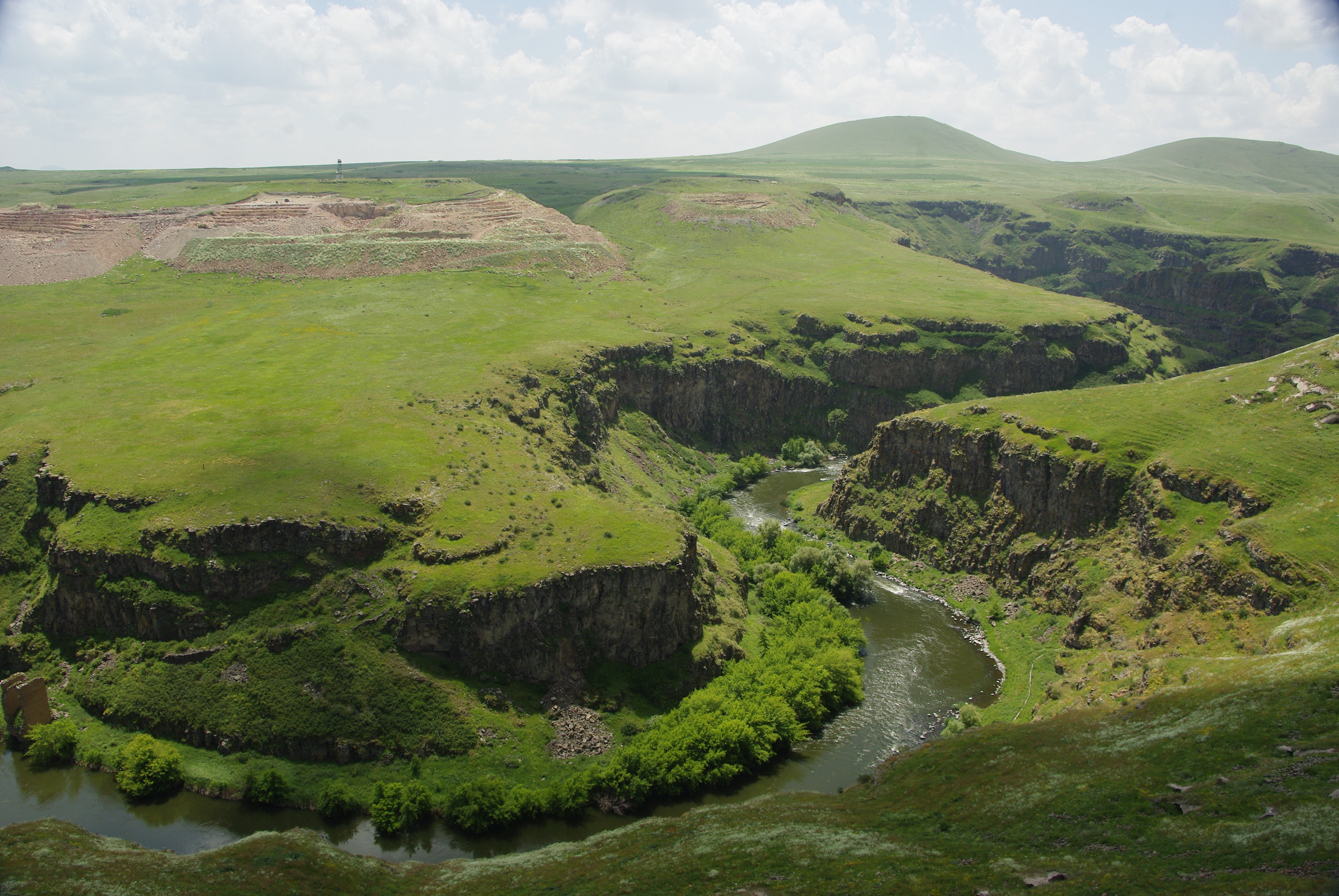
Река Ахурян, Армяно-турецкая граница

## Озёра
На территории Армении более 100 мелких озёр, часть которых высыхает в период сухого сезона. По величине и народно-хозяйственному значению наибольшее значение имеют озёра Севан и Арпи. Остальные озёра имеют лишь местное значение. Самым большим по площади озером в Армении является Севан, затем идут Арпи, Сев и Акна. Общие водные ресурсы озёр Армении оцениваются в 39,3 миллиарда м³.
В нижеследующей таблице приводится список крупнейших озёр Армении:
| Озеро        | Область    | Площадь (км²) |
| ------------ | ---------- | ------------- |
| Севан        | Гегаркуник | 1 243 км²     |
| Арпи (озеро) | Ширак      | 22            |
| Севлич       | Сюник      | 2             |
| Акна         | Котайк     | 0,53          |
| Кари         | Арагацотн  | 0,12          |
| Айгрлич      | Армавир    | -             |
| Лессинг-Лич  | Тавуш      | -             |
| Парз         | Тавуш      | 0,03          |

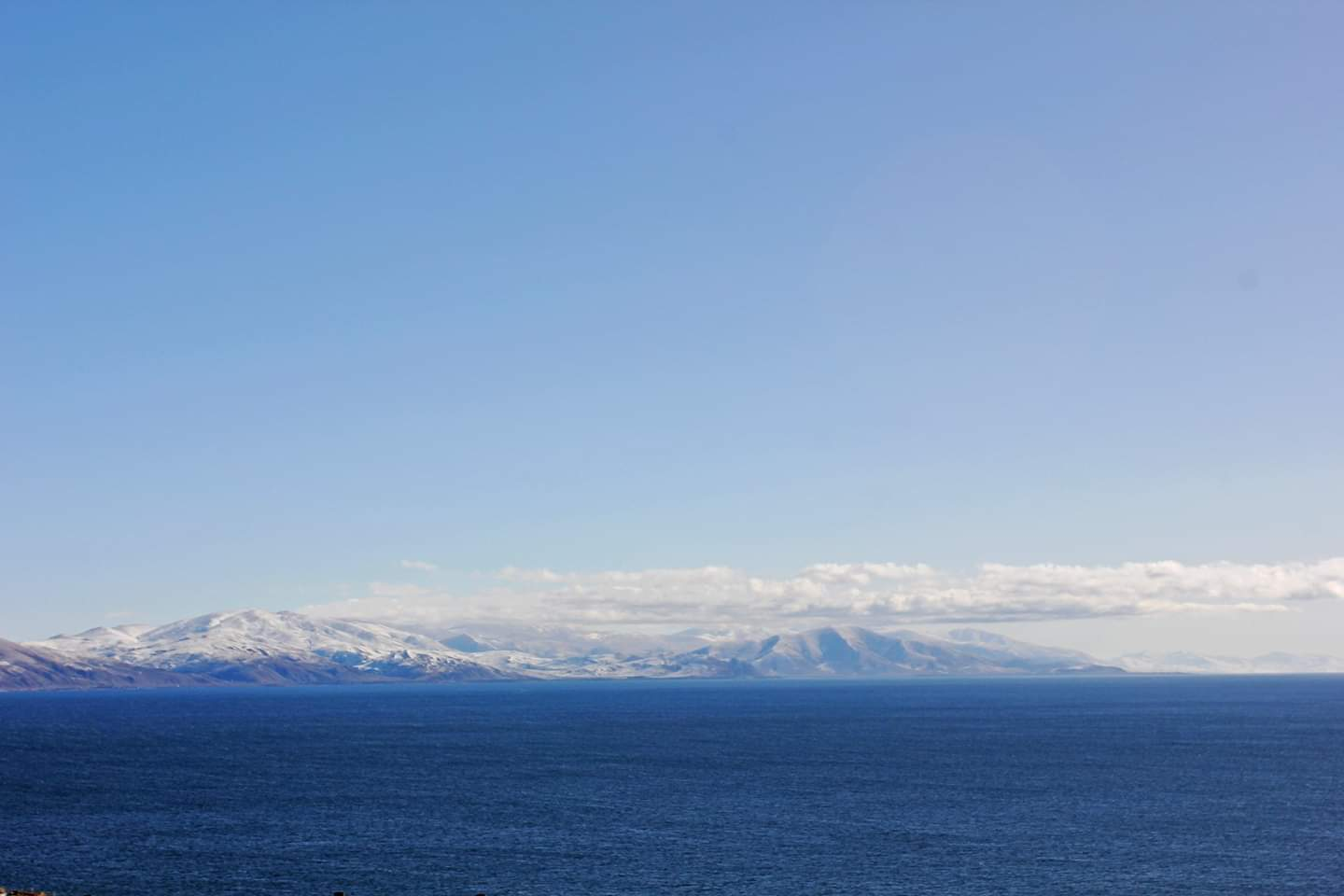
Озеро Севан
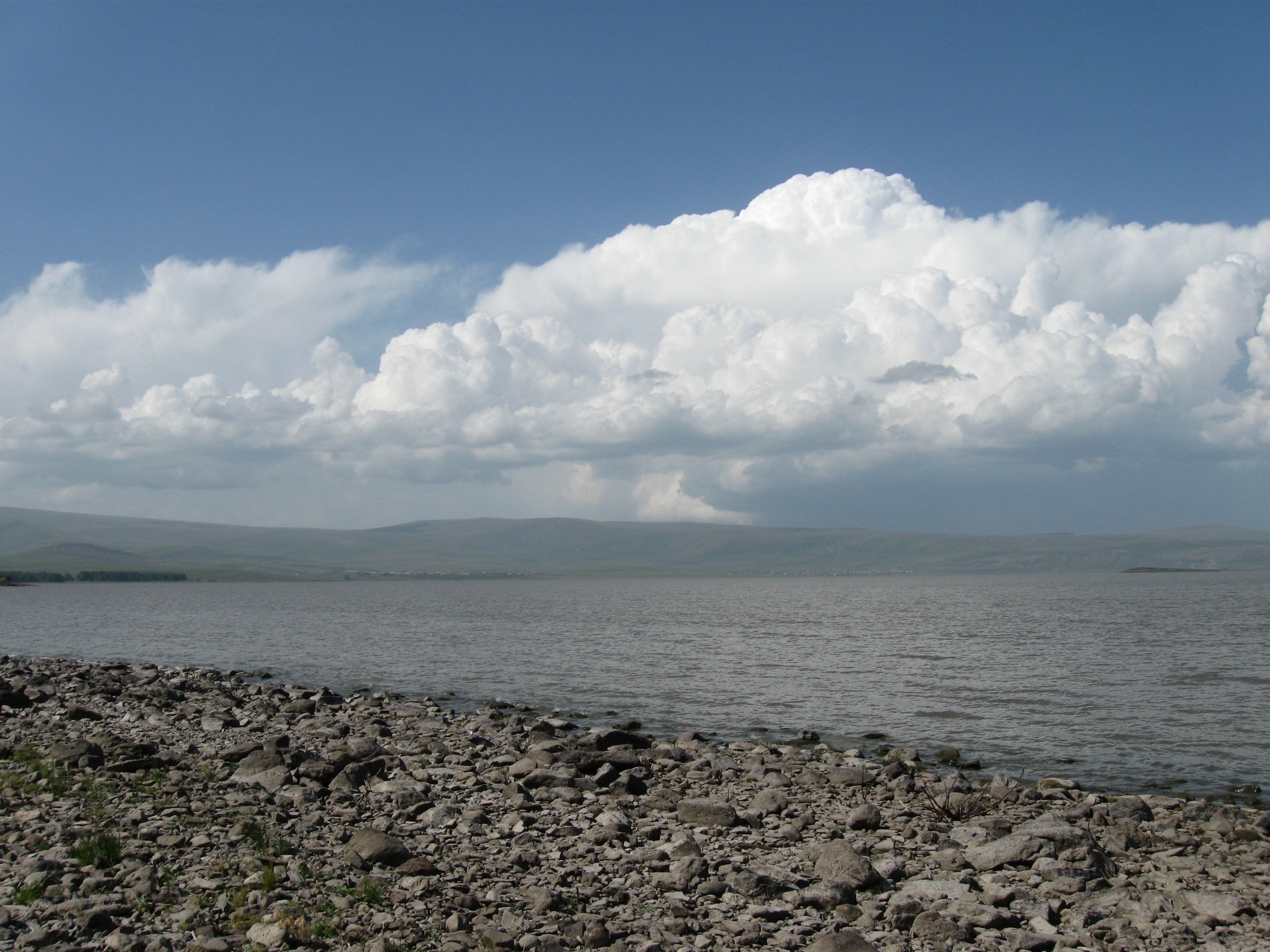
Озеро Арпи
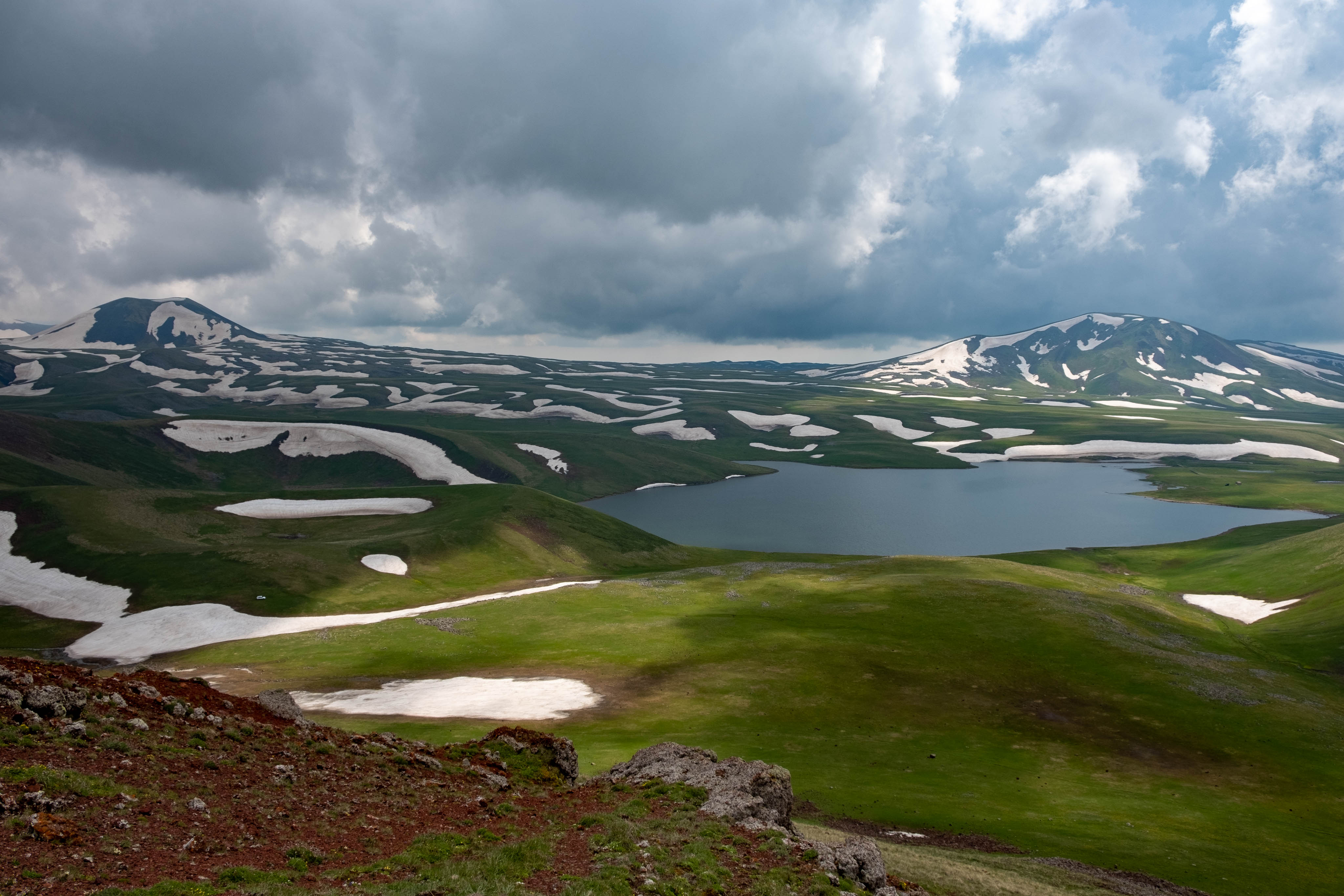
Озеро Акна
Озеро Кари
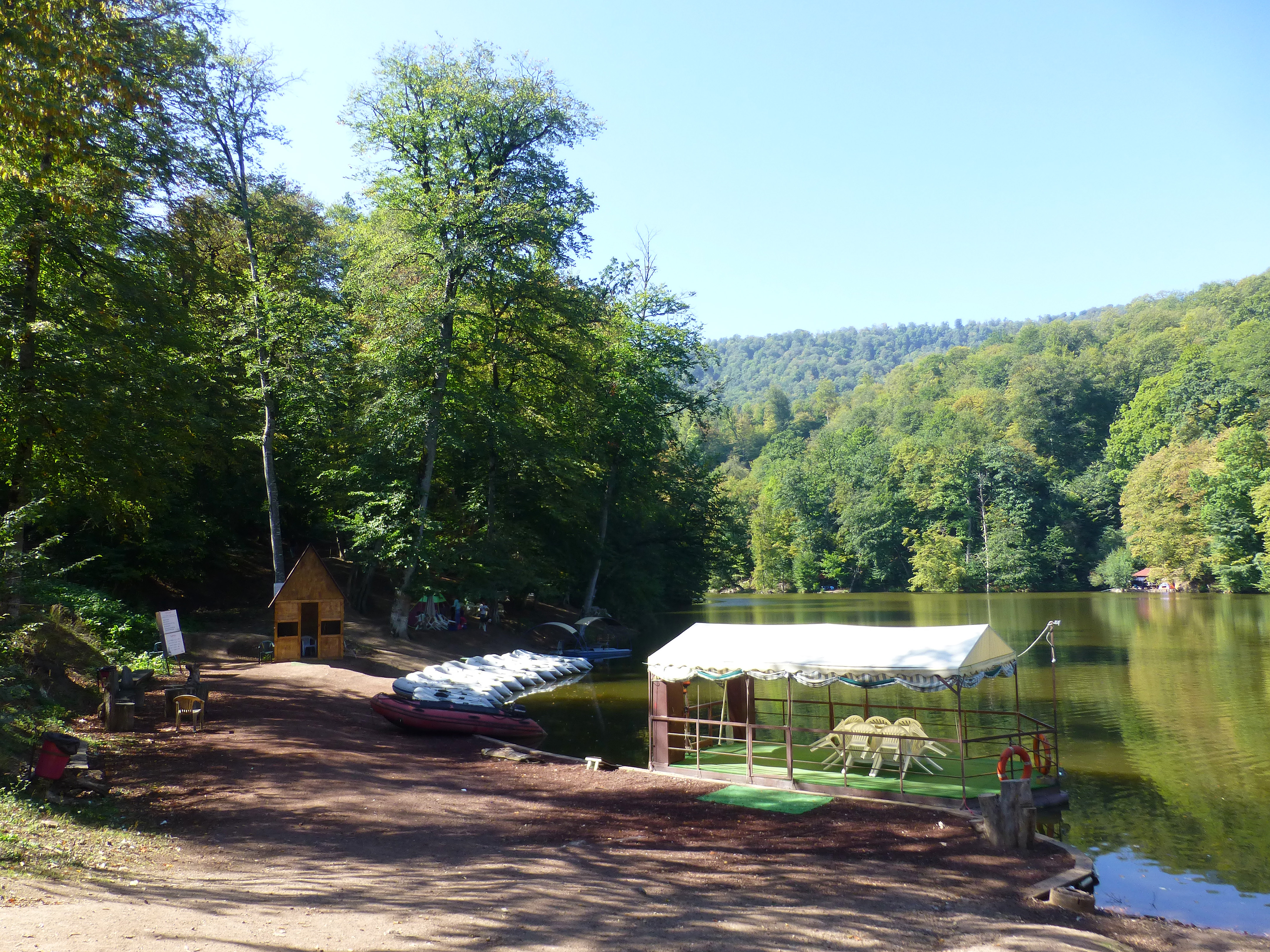
Озеро Парз

## Водохранилища
В Армении есть 74 водохранилища с общим объёмом 988 млн м³. Ещё 13 строятся. Самое большое водохранилище на территории Армении — Ахурянское, его объём составляет 525 млн м³. Эти водохранилища служат для нужд орошения, энергетики, рыболовства, рекреации.

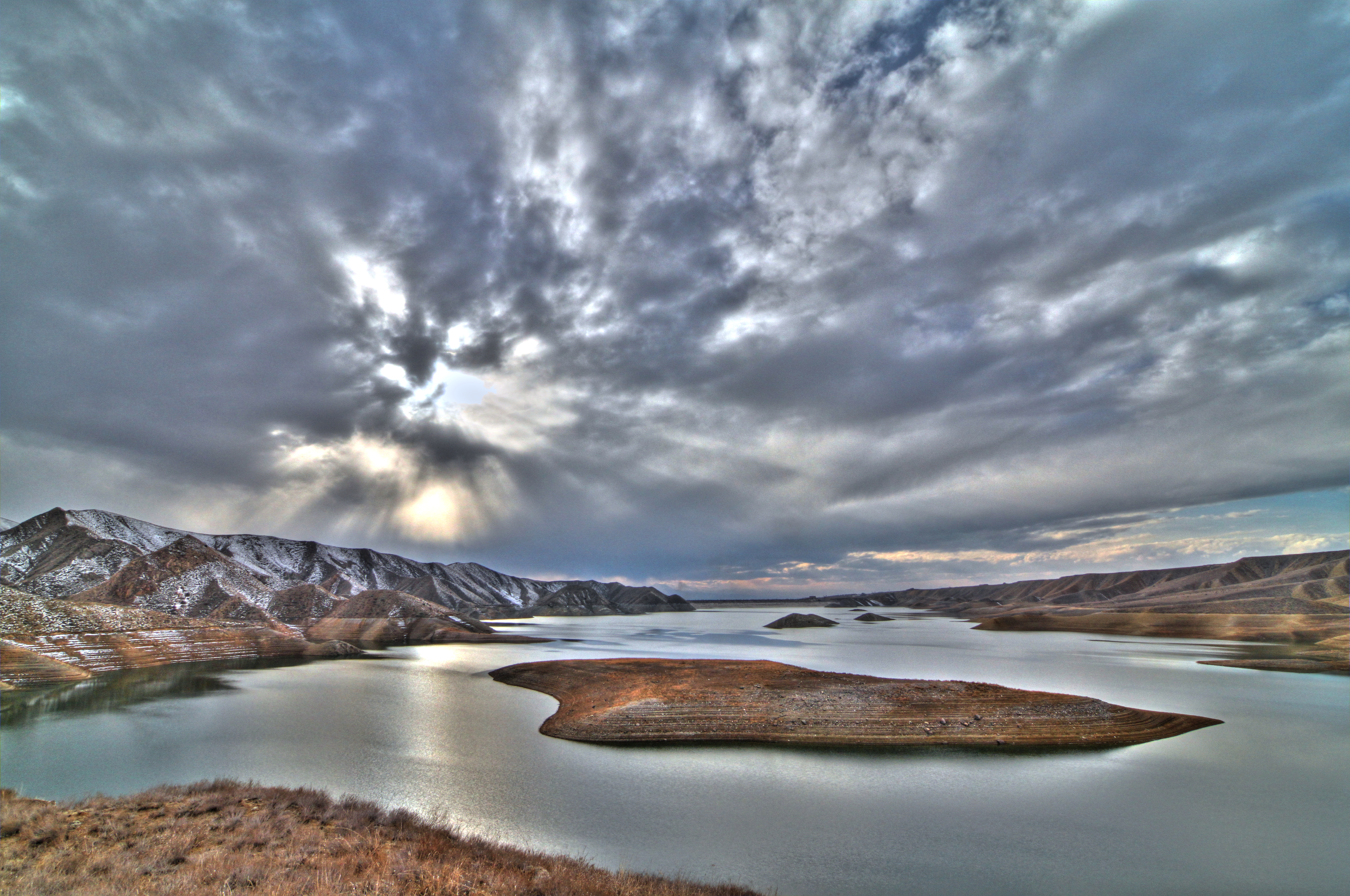
Азатское
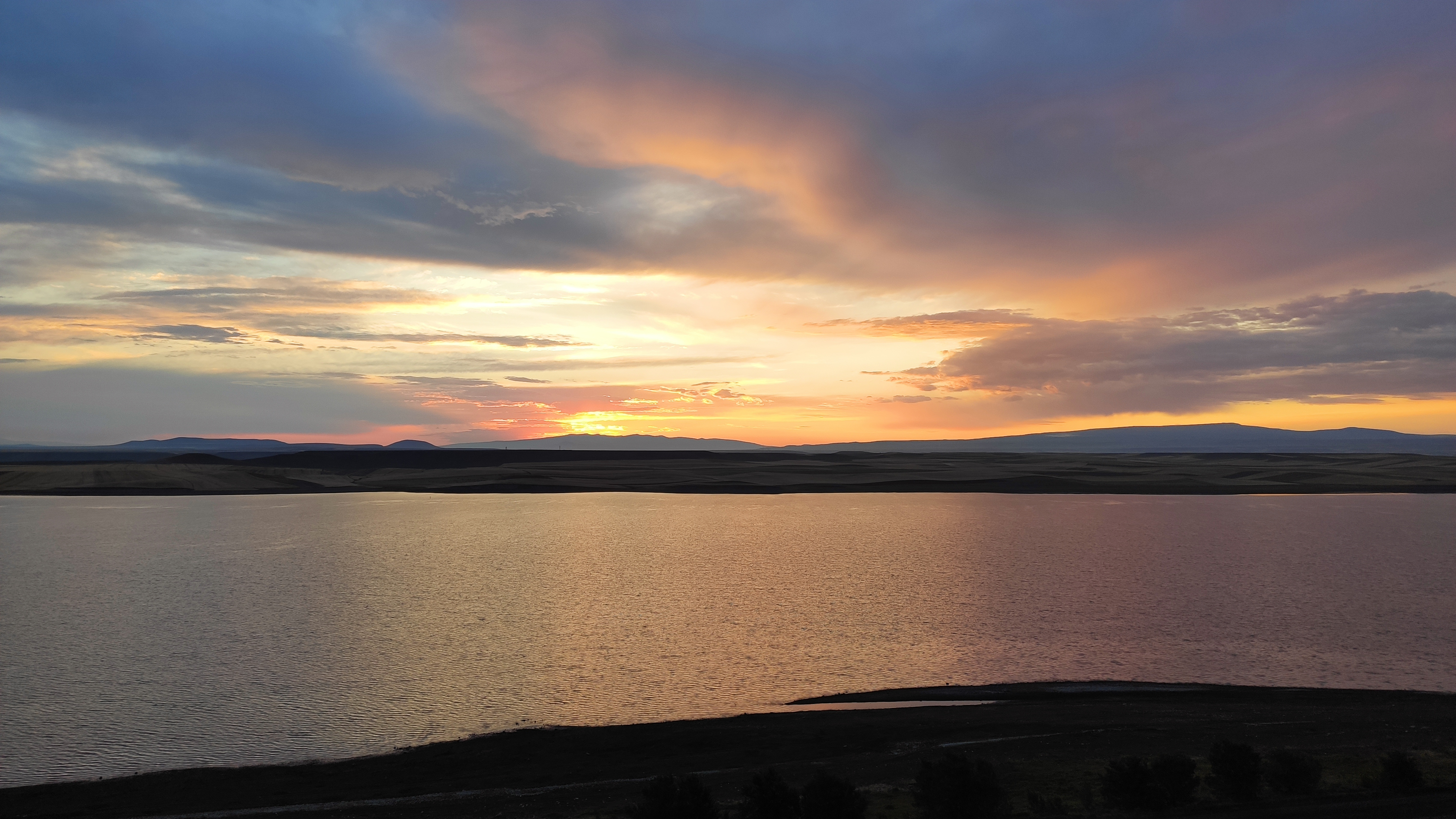
Ахурянское
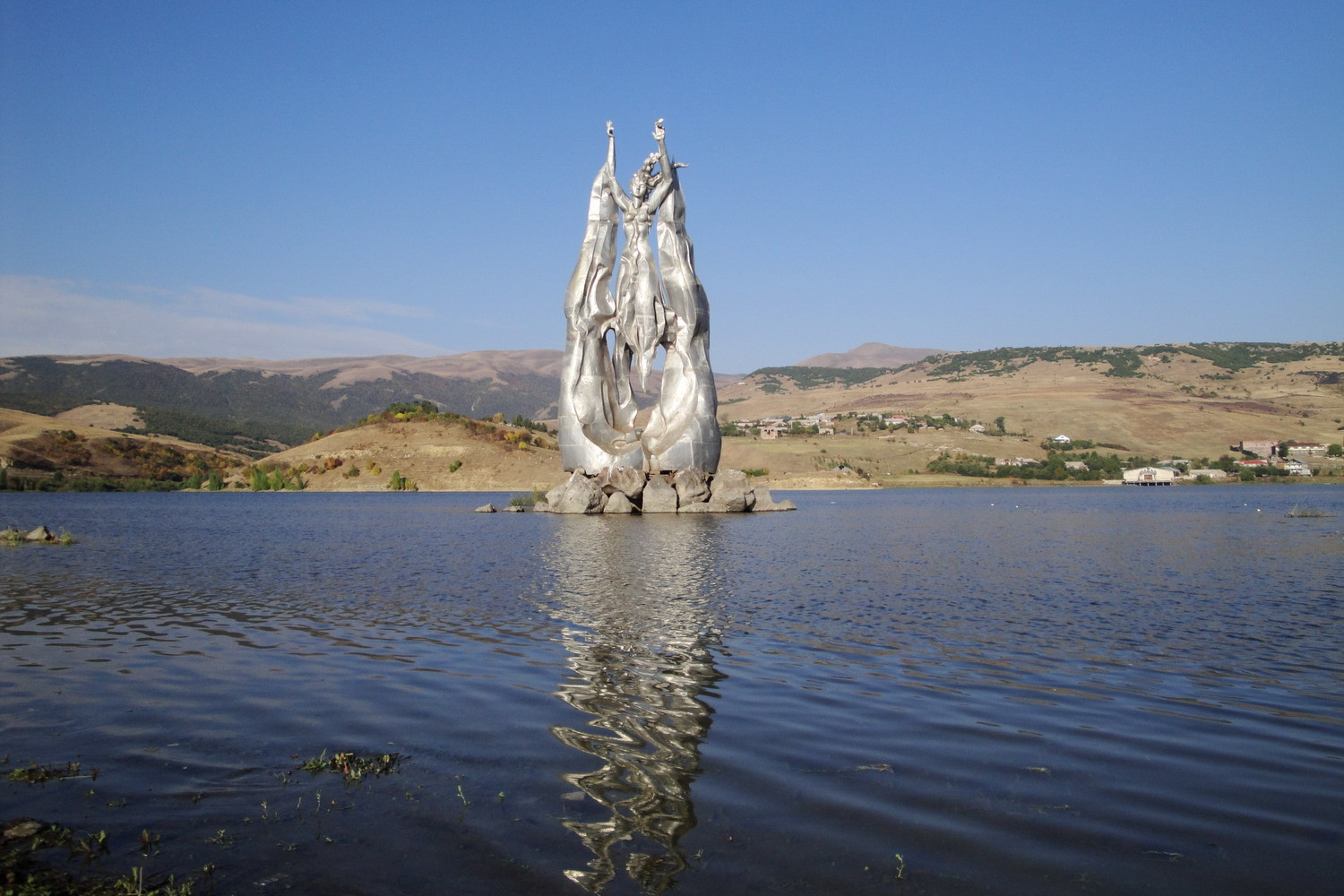
Ахпюракское
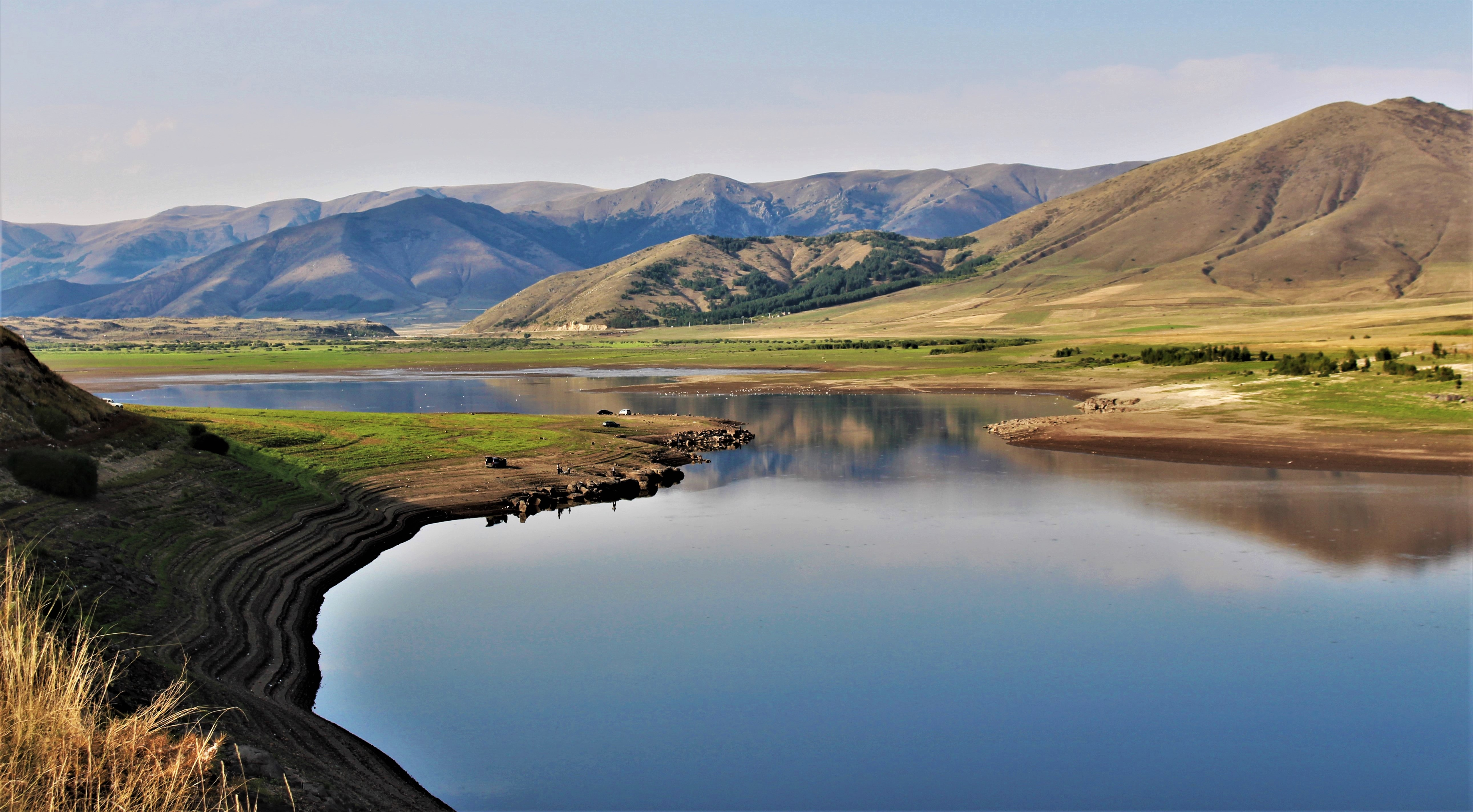
Апаранское
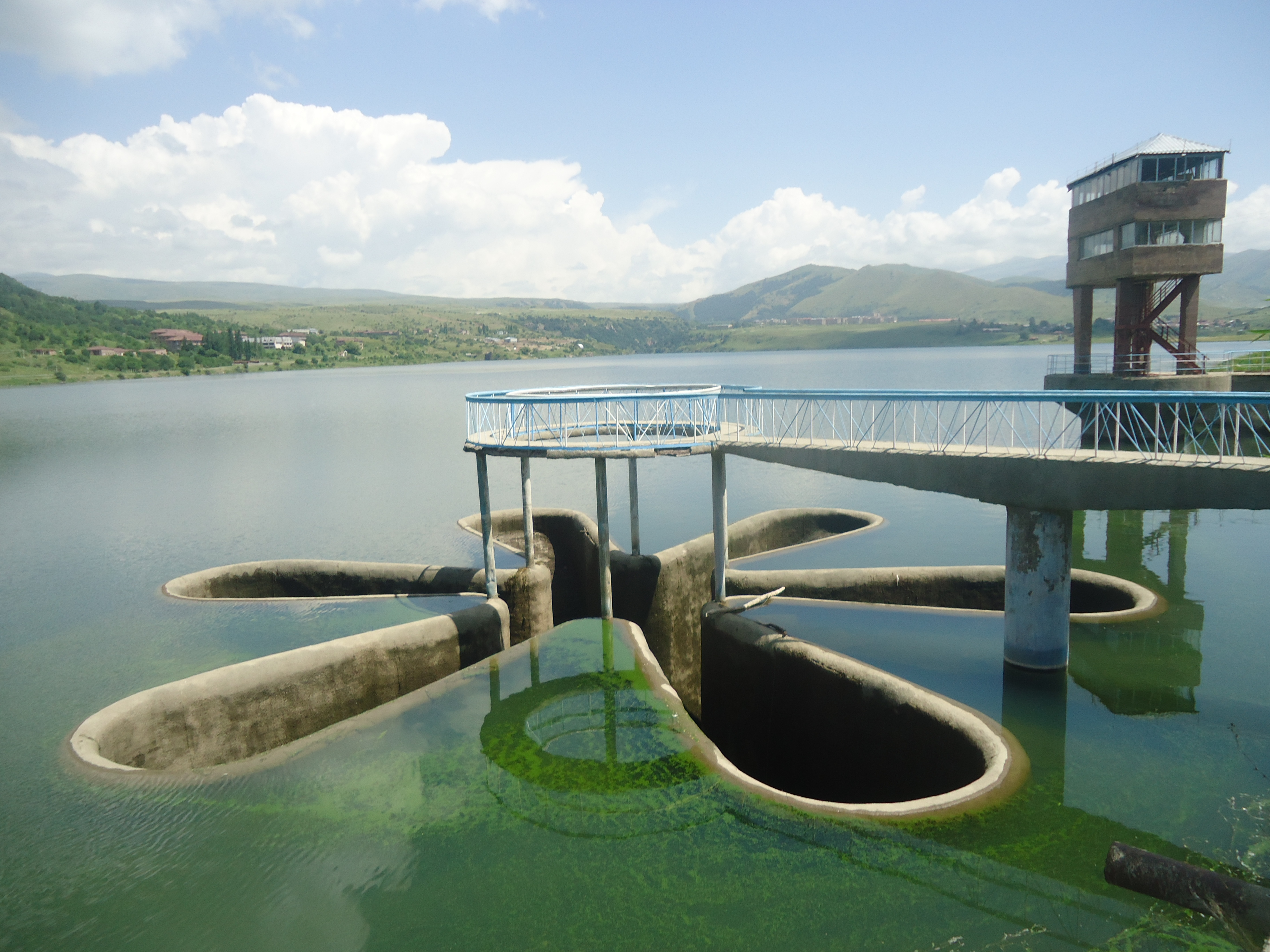
Кечутское

## Подземные воды
Запасы подземных вод Армении оцениваются в 4.017 млрд м³ и распределены неравномерно. Около 70 % текут к Араратской равнине, водные ресурсы которой находятся на глубине от 40 до 300 м. В Армении подземные воды играют важнейшую роль в водном балансе. Примерно 96 % воды в Армении, используемой для питьевых нужд, образуется из подземных источников. Эта вода очень чистая и имеет высокие органолептические свойства. В год образуется около 3 млрд м³ подземных вод, из которых примерно 1,6 млрд м³ образуется в виде родников, 1,4 млрд м³ реализуется в реках и озёрах.

### Родники
На территории Армении насчитывается порядка 8000 родников (источников).

## Водопады
Ниже приведён список водопадов Армении и их высоты.

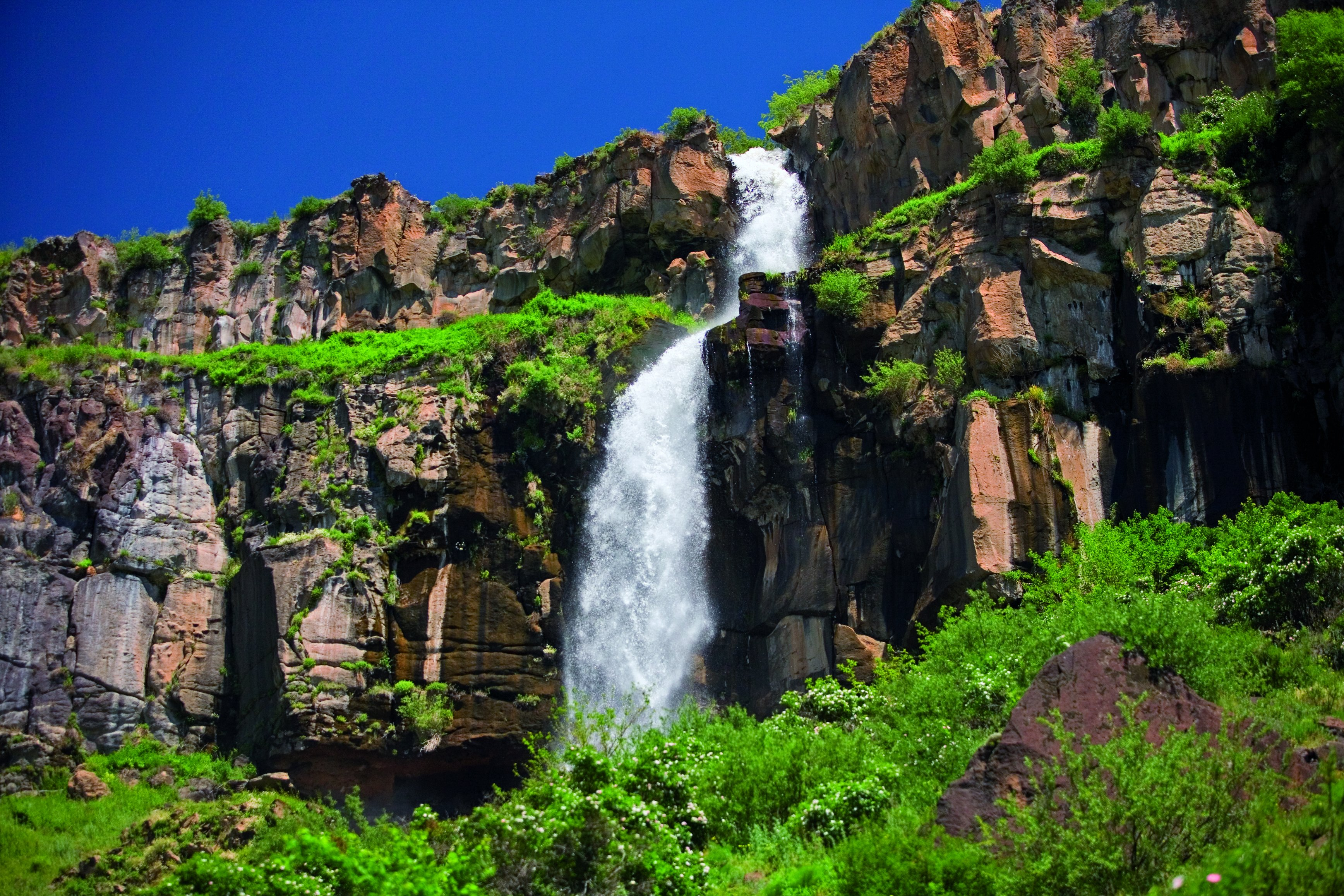
Касахский
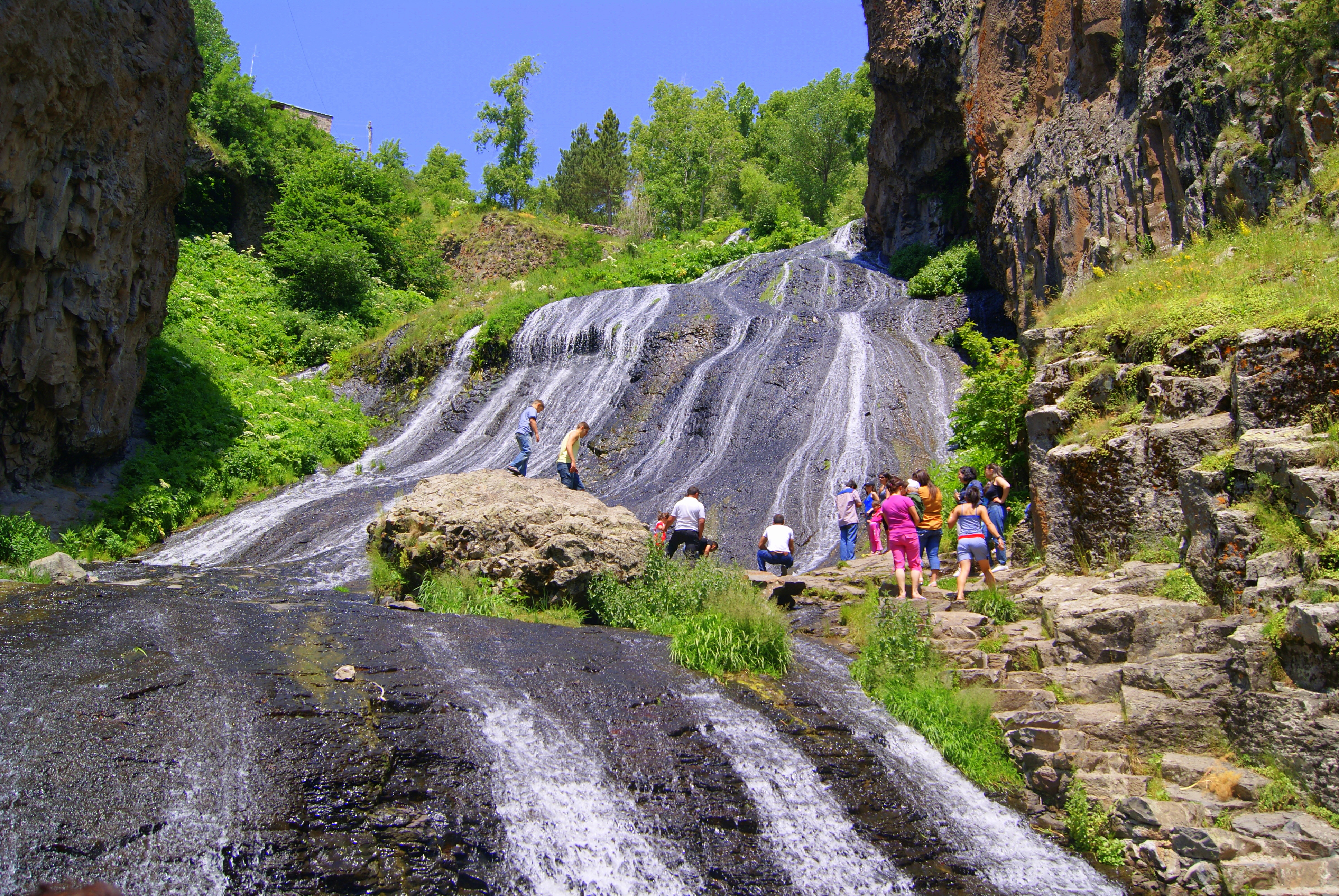
Джермукский
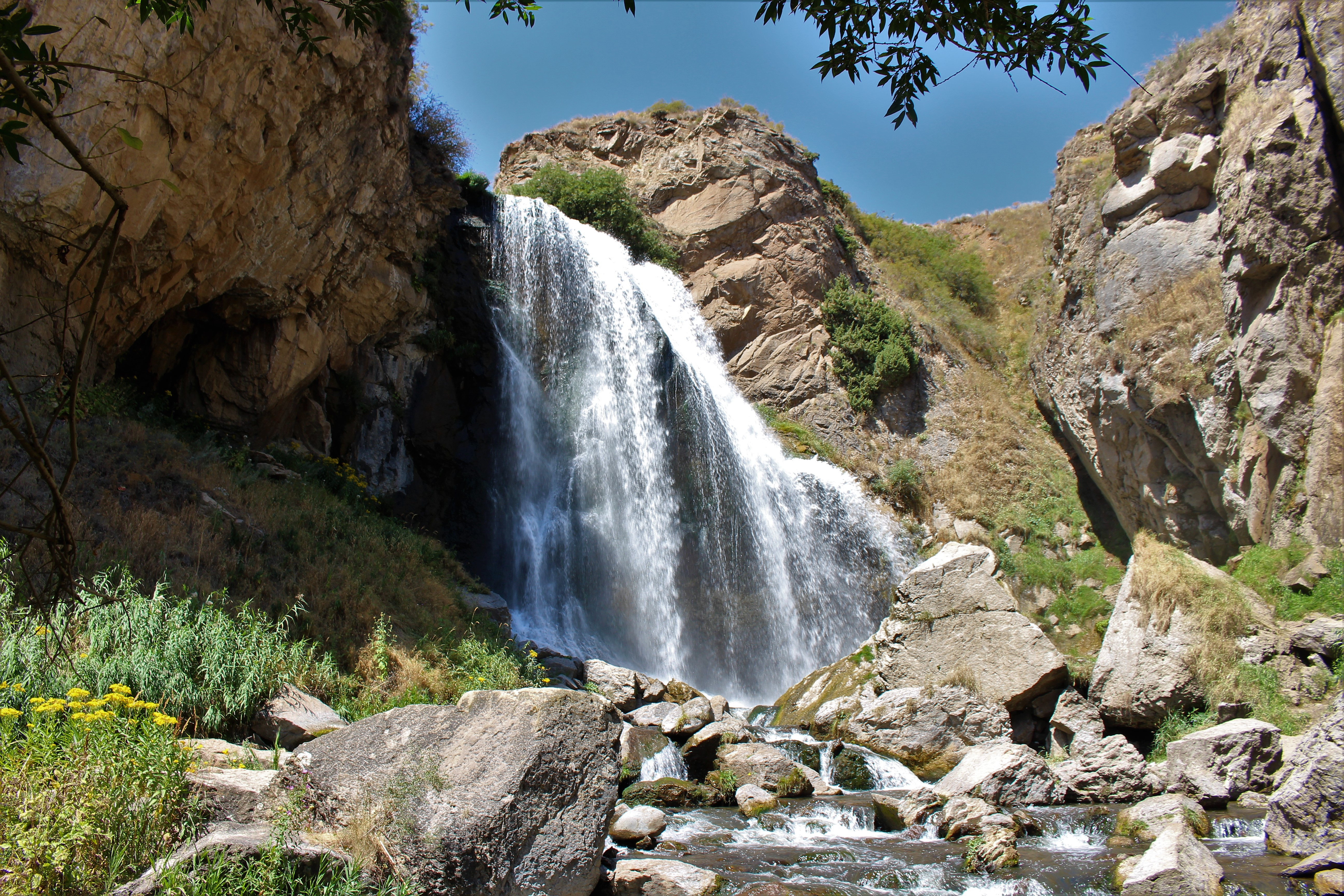
Торчекан
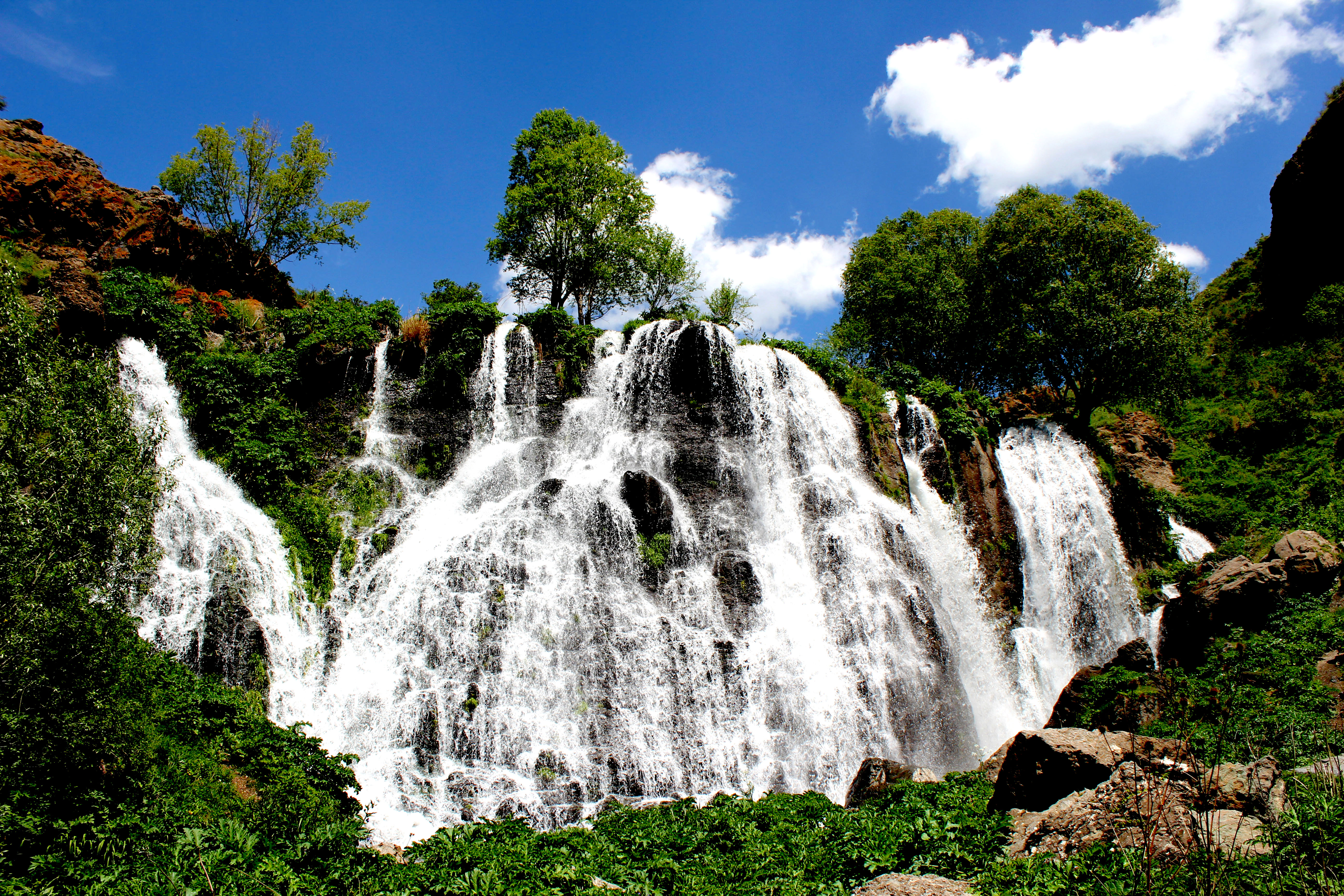
Шакинский

| Водапад     | Армянское название  | Река           | Высота (м) | Область               |
| ----------- | ------------------- | -------------- | ---------- | --------------------- |
| Касахский   | Քասախի ջրվեժ        | Касах          | 50         | Арагацотнская область |
| Джермукский | Ջերմուկի ջրվեժ      | Джермук        | 51         | Вайоцдзорская область |
| Трчкан      | Թռչկան ջրվեժ        | Чичхан         | 24         | Лорийская область     |
| Шакинский   | Շաքիի ջրվեժ         | Шаки           | 18         | Сюникская область     |
| Цавский     | Ծավի ջրվեժ          | Цав            | 15         | Сюникская область     |
| Шикахогский | Շիկահողի ջրվեժ      | Шикахог        | 10         | Сюникская область     |
| Хосровский  | Խոսրովի ջրվեժ       | Гохт           | 8          | Котайкская область    |
| Лалварский  | Լալվարի ջրվեժ       | Лалвар         | 8          | Лорийская область     |
| Гехаротский | Գեղարոտի ջրվեժ      | Гехарот (река) | 17         | Арагацотнская область |
| Воротанский | Որոտանի ջրվեժ       | Воротан        | 6          | Сюникская область     |
| Гергер      | Հերհերի ջրվեժ       | Гергер         | 6          | Вайоцдзорская область |
| Амасия      | Ամասիաի ջրվեժ       | Амасия         | 6          | Ширакская область     |
| Манташский  | Մանթաշի ջրվեժ       | Манташ         | 5          | Ширакская область     |
| Амбердский  | Ամբերդի ջրվեժ       | Амберд         | 4          | Арагацотнская область |
| Агстевский  | Աղստևի ջրվեժ        | Агстев         | 3          | Тавушская область     |
| Гетикванк   | Գետիկվանք ջրվեժ     | Гетикванк      | —          | Вайоцдзорская область |
| Караваз     | Քարավազ ջրվեժ       | Караваз        | —          | Вайоцдзорская область |
| Капутджух   | Կապուտջուղ ջրվեժներ | Капутджух      | —          | Сюникская область     |
| Шинуайр     | Շինուհայր ջրվեժ     | Воротан        | —          | Сюникская область     |
| Агван       | Աղվան ջրվեժ         | Малев          | —          | Сюникская область     |
| Варданидзор | Վարդանիձոր ջրվեժ    | Варданидзор    | —          | Сюникская область     |
| Аджибадж    | Աջիբաջ ջրվեժ        | Гехи           | —          | Сюникская область     |
| Паравадзор  | Պառավաձոր ջրվեժ     | Бердакар       | —          | Сюникская область     |

- Касахский
- Джермукский
- Торчекан
- Шакинский

## Болота
В долине реки Аракс существует большое количество водно-болотных угодий. На армянской стороне особо можно отметить болото Хор Вирап, находящееся на территории исторического русла реки Аракс, а также систему водно-болотных угодий Мецамор, в которую входят озеро Айгр и река Севджур и прилегающие водно-болотные угодья.
Также на территории Армении болота встречаются на Масрикской равнине, Лорийской котловине, в 1,5 км к юго-западу от Севанского полуострова, близ монастыря Армянской апостольской церкви — Хор Вирап.

## Оросительные каналы

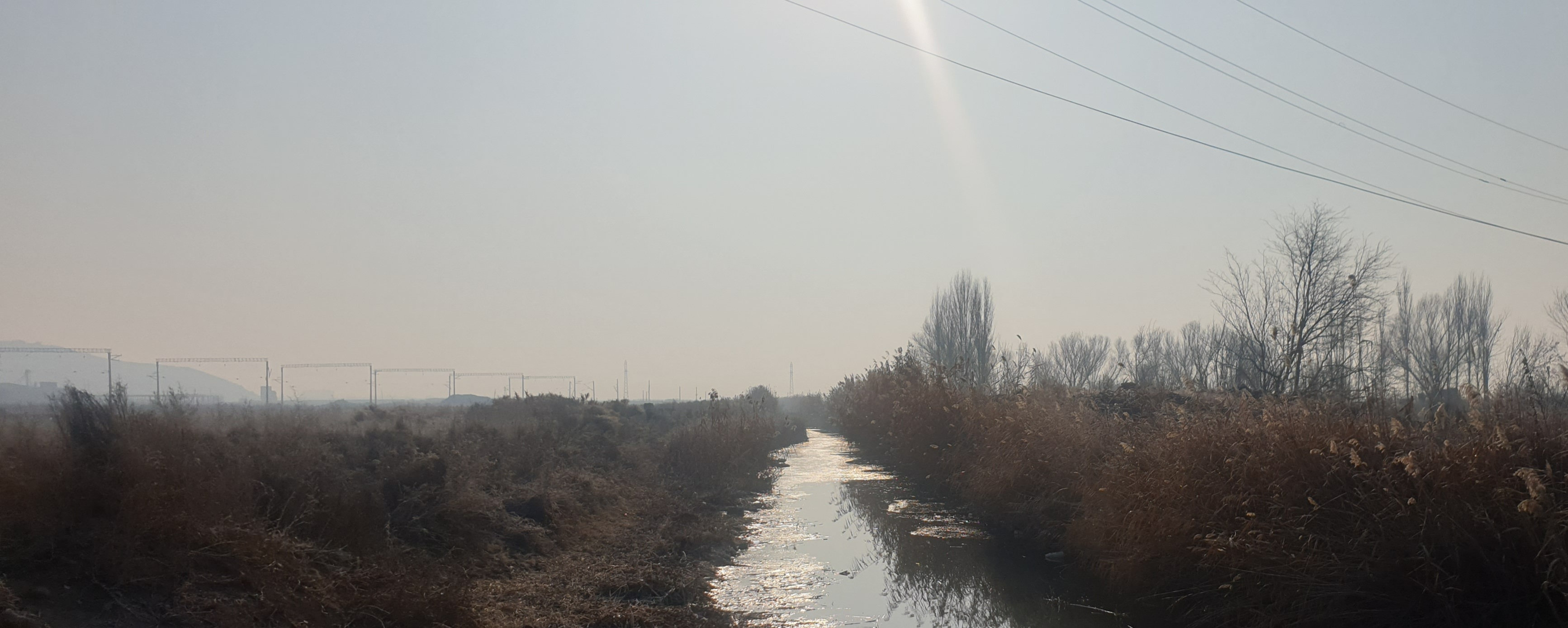
Оросительный канал Ерасх в районе села Ерасх
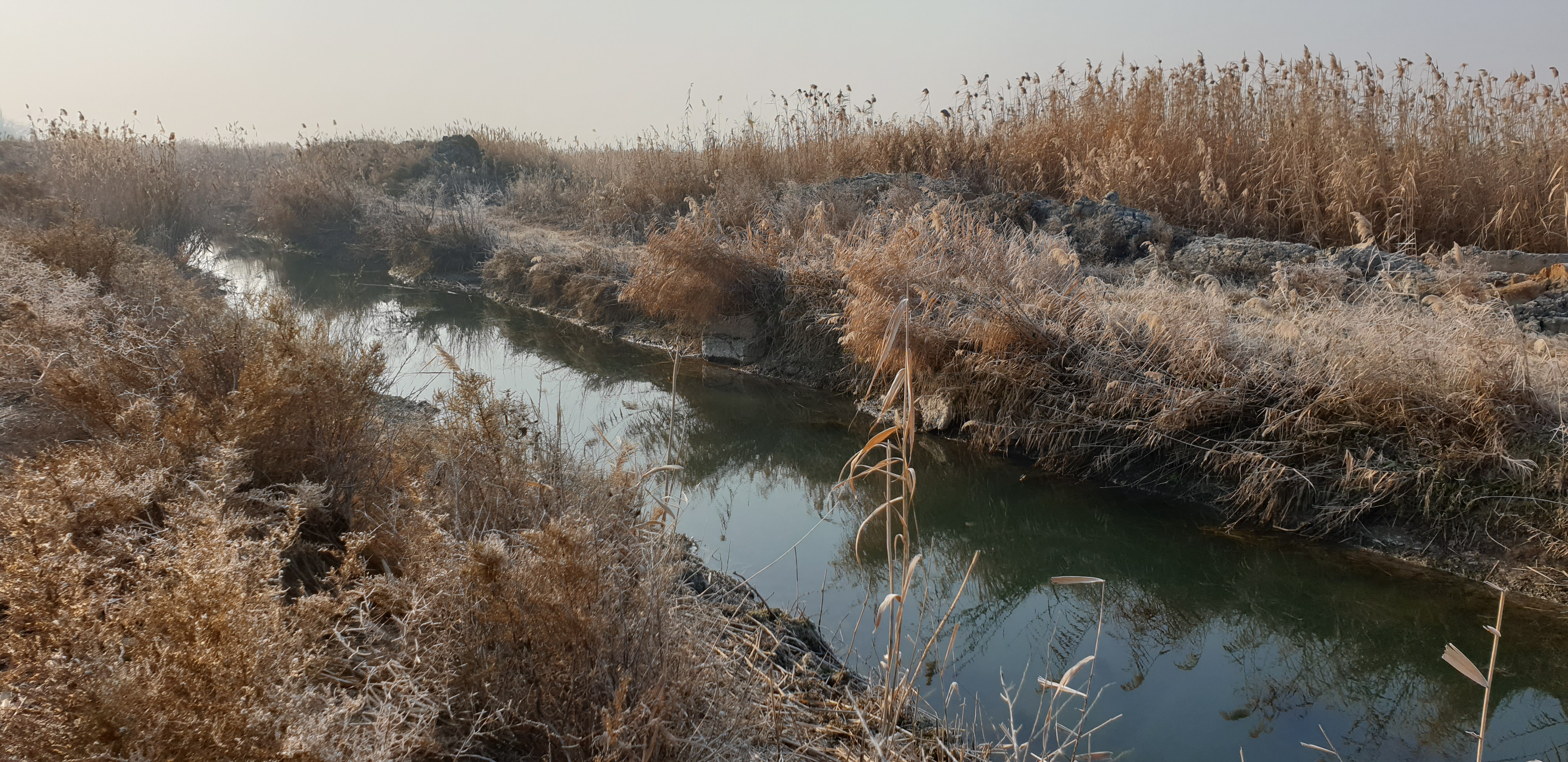
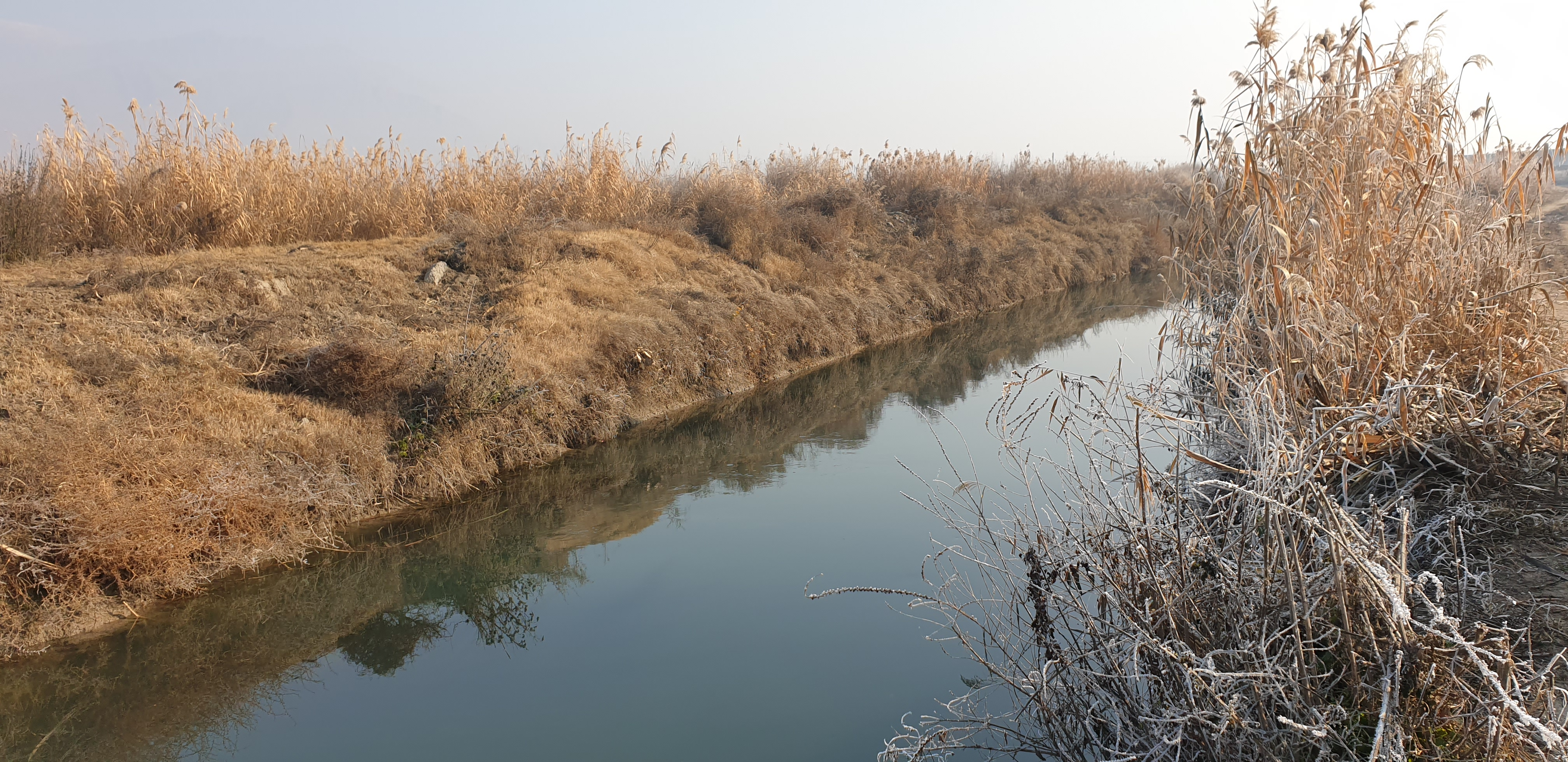
В районе села Армаш
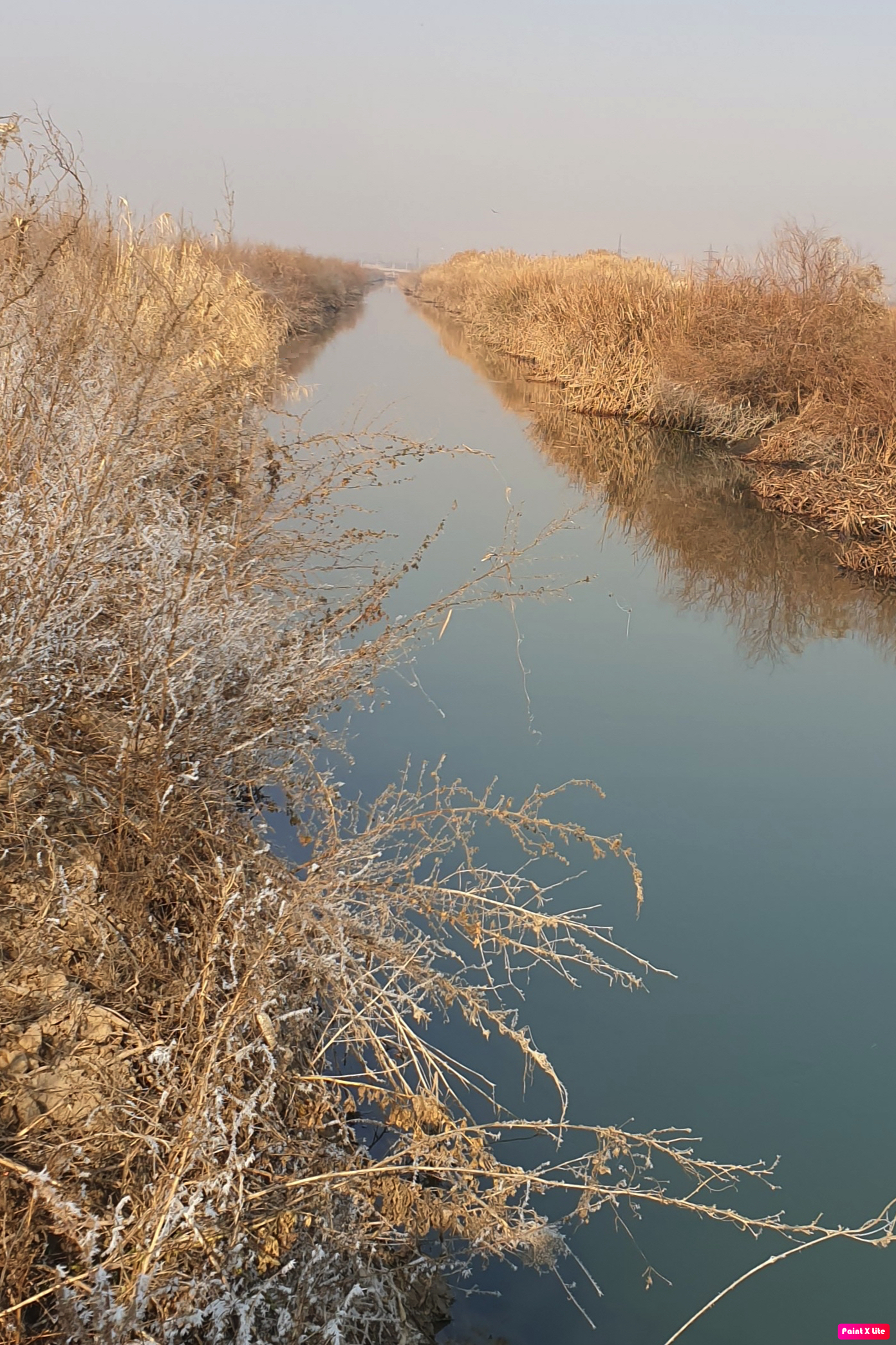
В районе села Суренаван
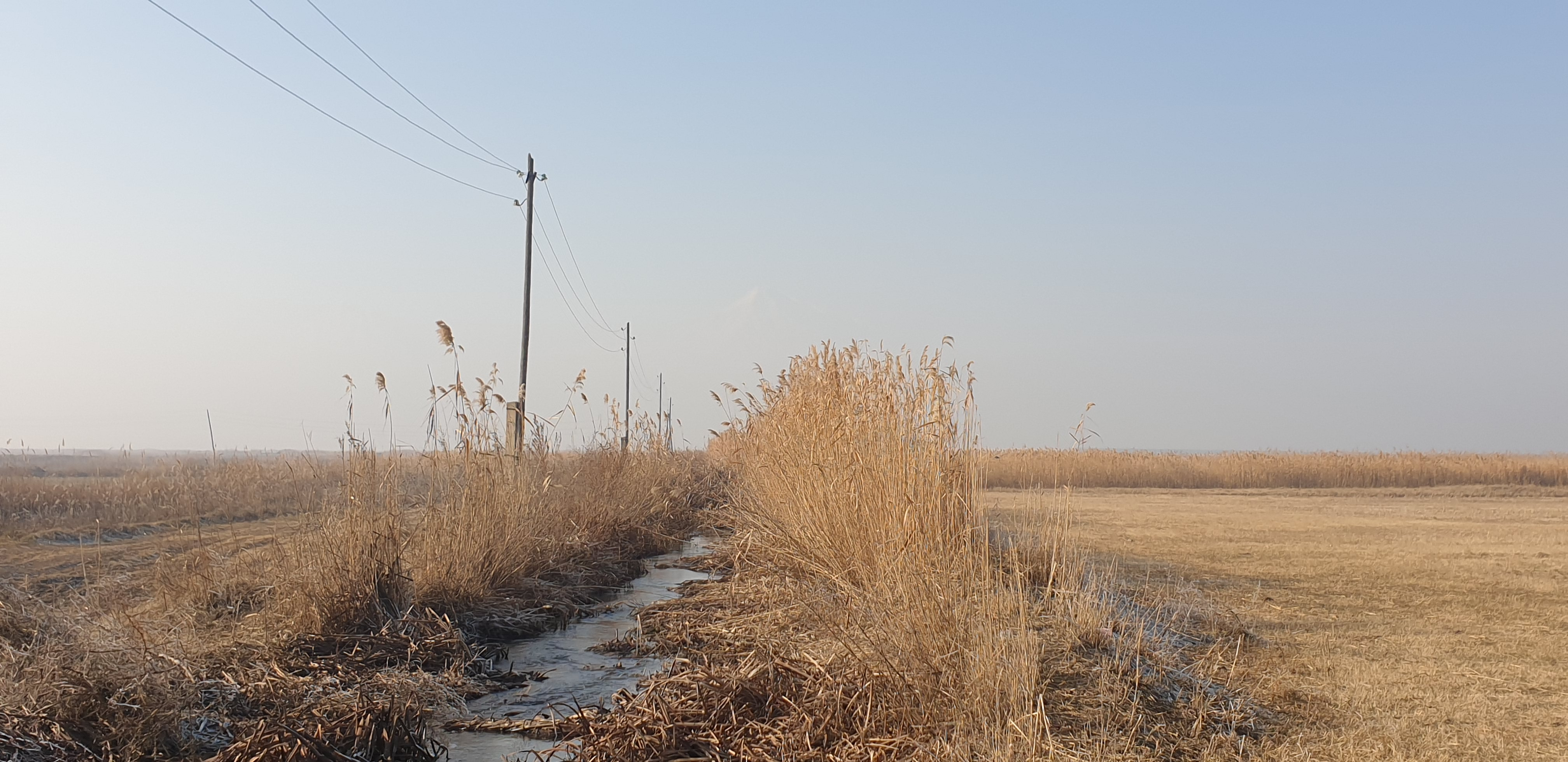
Малый оросительный канал, выnекающий из канала Ерасх в районе села Суренаван
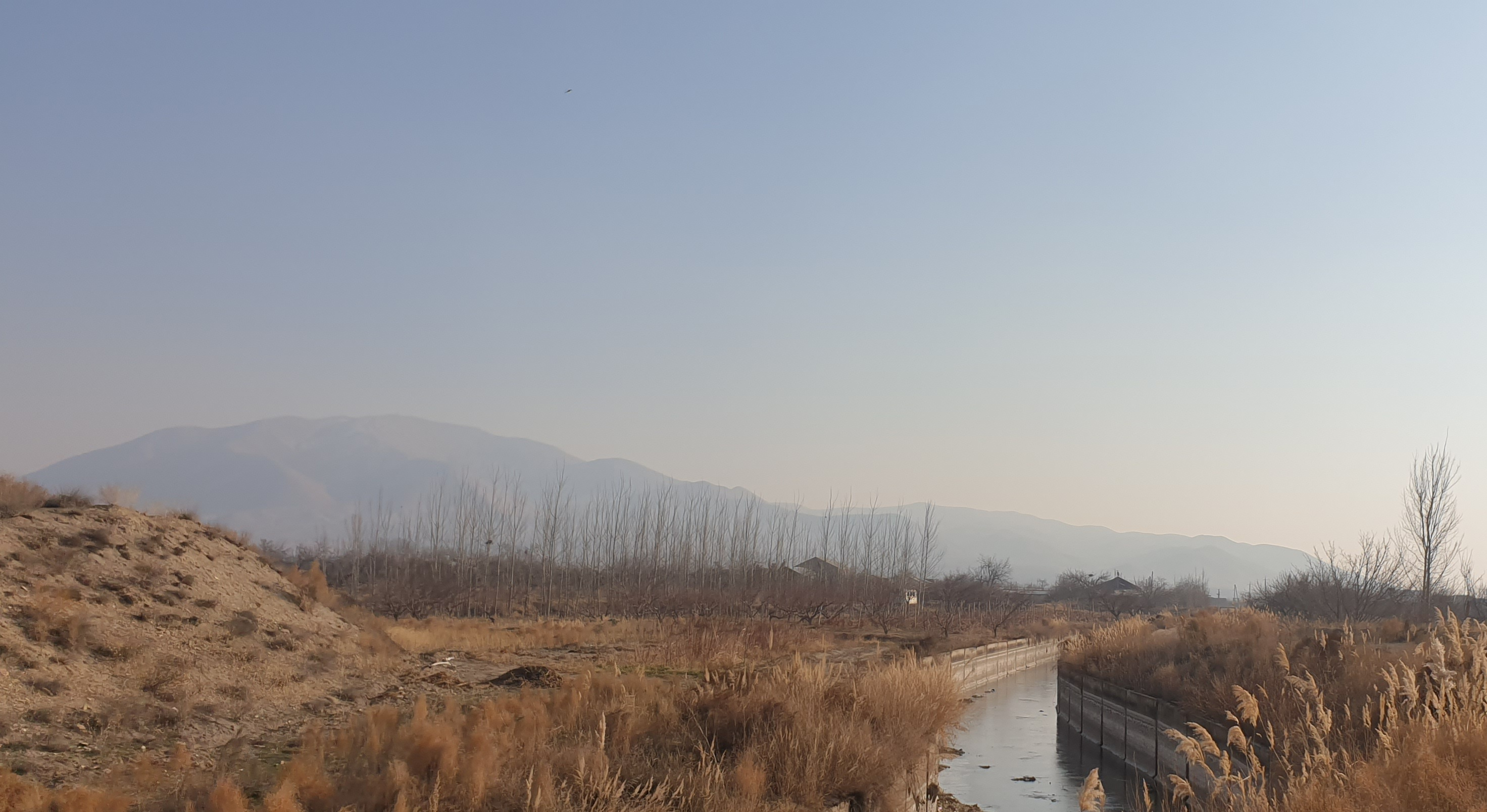
Арташатский оросительный канал в районе села Кахцрашен
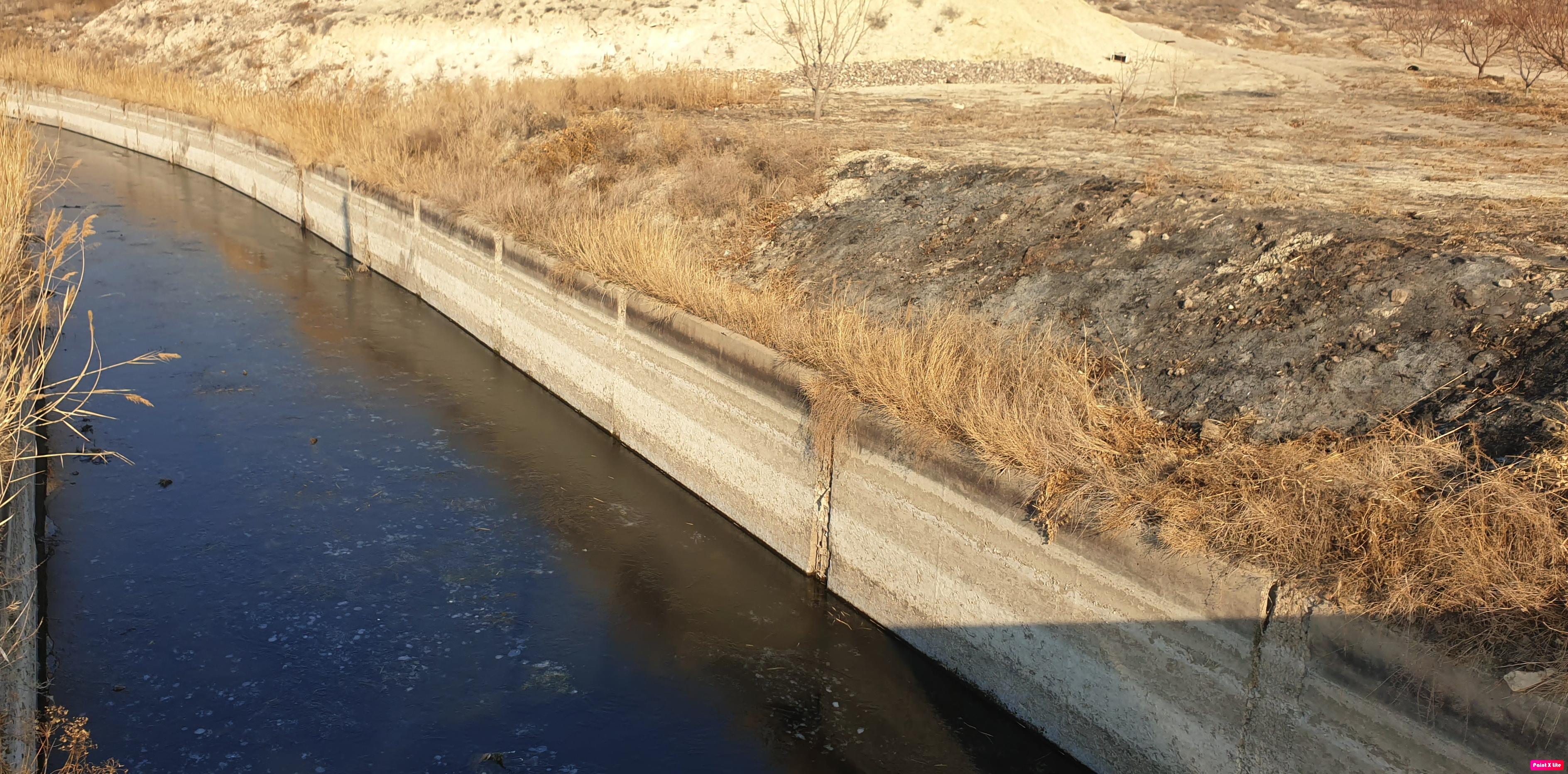
В районе села Кахцрашен